# Darik's Boot and Nuke
Darik's Boot and Nuke är ett datorprogram för att rensa mekaniskt lagringsmedium (till exempel hårddiskar) helt och hållet, utan möjlighet till återskapande av data.